# Sichuania alterniloba
Sichuania es un género monotípico de plantas fanerógamas de la familia Apocynaceae. Su única especie es Sichuania alterniloba M.G.Gilbert & P.T.Li. Es originario de Asia donde se encuentra en China en Sichuan.

## Descripción
Son lianas. Los brotes escasamente pubescentes a lo largo de una sola línea o dos líneas. Las hojas son coriáceas de 5-8 cm de largo y 3.5-7 cm de ancho, ovadas a triangular-deltadas, basalmente cordadas, el ápice acuminado, adaxial como abaxialmente glabras.
Las inflorescencias son extra-axilares, solitarias, más cortas o casi tan largas como las hojas adyacentes, con 5-8 flores, simples, pedunculadas, los pedúnculos casi tan largos como a más que los pedicelos,los pedicelos escasamente pubescente a lo largo de una sola línea. 

## Taxonomía
Sichuania alterniloba fue descritoa por Tsiang & P.T.Li y publicado en Novon 5(1): 12–13. 1995.